# The Teaches of Peaches
The Teaches of Peaches – album kanadyjskiej piosenkarki Peaches wydany w 2000. Jest to jej drugi album, ale pierwszy pod pseudonimem Peaches (debiutancka płyta, Fancypants Chuligan, została podpisana jej imieniem i nazwiskiem, Merrill Nisker).

## Fuck the Pain Away
Tekst utworu odnosi się do kobiet, będących gwiazdami muzyki rockowej, takich jak Debbie Harry ("Callin me, all the time like Blondie", czy Chrissie Hynde ("Check out my Chrissie behind"). 
Słowa piosenki opisują też antykoncepcyjne, wewnątrzmaciczne urządzenia ("IUD, SIS, 'stay in school,' 'cause it's the best"). W tekście występują moralnie asertywne slogany ("Stay in school"), które są również odniesieniem do Peaches, będącej kiedyś nauczycielem.

## Lista utworów
(wszystkie piosenki napisane przez Peaches)
1. "Fuck the Pain Away" – 4:08
2. "AA XXX" – 4:30
3. "Rock Show" – 2:10
4. "Set It Off" – 3:15
5. "Cum Undun" – 4:20
6. "Diddle My Skittle" – 4:37
7. "Hot Rod" – 4:43
8. "Lovertits" – 4:42
9. "Suck and Let Go" – 6:27
10. "Sucker" – 3:37
11. "Felix Partz" – 4:28